# Andre Agassi
Andre Kirk Agassi (* 29. April 1970 in Las Vegas, Nevada) ist ein ehemaliger US-amerikanischer Tennisspieler. Heute ist er als Stifter und Geschäftsmann tätig.
In seiner 20 Jahre dauernden Karriere gewann er 60 Einzeltitel, acht davon bei Grand-Slam-Turnieren. Er gewann viermal die Australian Open, zweimal die US Open und jeweils einmal Wimbledon und die French Open. Als einer von lediglich acht Spielern gewann Agassi dabei alle vier Grand-Slam-Turniere mindestens einmal, wobei er dabei der erste Spieler der Tennisgeschichte war, dem dies auf drei verschiedenen Belägen gelang; seinen Karriere-Grand-Slam komplettierte er 1999 mit dem Sieg bei den French Open. 2009 folgte dann Roger Federer, 2010 Rafael Nadal und 2016 Novak Đoković. Bei den Olympischen Spielen 1996 gewann er die Goldmedaille im Einzel; er führte die USA zu drei Davis-Cup-Siegen. Er zählt zu den dominierenden Spielern der 1990er- und frühen 2000er-Jahre.

## Tenniskarriere

### Jugendzeit
Agassi wurde bereits in jungen Jahren von seinem Vater auf eine Tenniskarriere vorbereitet. Der Vater sorgte z. B. dafür, dass Agassi schon früh mit Tennislegenden wie Jimmy Connors und Roscoe Tanner trainieren konnte. Mit 13 Jahren wurde Agassi dann in die Tennisakademie von Nick Bollettieri in Florida aufgenommen. Dort erwarb er sich bereits den Ruf eines Rebellen, durch den er in seinen ersten Profijahren weltbekannt wurde – unter anderem wegen seiner langen, wilden Haare und seiner Vorliebe für bunte und schrille Spielbekleidungen. Bereits 1986 im Alter von 15 Jahren verließ Agassi die Akademie, um der Profitour beizutreten.

### Rebellenimage und erste Erfolge (1986–1991)
Sein erstes Match auf der Profitour gewann Agassi im Februar 1986 gegen den Amerikaner John Austin. Im Saisonverlauf konnte er unter anderem beim Turnier in Stratton Mountain das Viertelfinale erreichen. Er beendete seine erste Saison als Profi auf Platz 91 der Weltrangliste. Zum Abschluss der Saison 1987 sicherte er sich seinen ersten Profititel in Itaparica in Brasilien. Schon zuvor gelangen ihm einige Viertelfinal- und Halbfinalteilnahmen sowie ein Finaleinzug. Er beendete die Saison auf Platz 25 der Weltrangliste.
In der Saison 1988 hatte Agassi erstmals nennenswerte Erfolge bei wichtigen Turnieren. So erreichte er bei den French Open und den US Open jeweils das Halbfinale; damit schaffte er den endgültigen Sprung unter die besten Spieler der Welt. Er beendete das Jahr mit sechs Turniersiegen auf Platz 3 der Weltrangliste und sorgte mit seinem Rebellenimage weiter für Aufsehen. Ab der Saison 1988 verzichtete er drei Jahre lang auf die Teilnahme am prestigeträchtigen Turnier in Wimbledon. Nach außen kritisierte er die starre Kleiderordnung der traditionsbewussten Veranstaltung. Es gab aber auch berechtigte Zweifel, ob Agassis Spielweise für den schnellen Rasen der British Open überhaupt geeignet sei.
In der Saison 1989 wurde Agassis Aufstieg an die Spitze des Welttennis erstmals gebremst. Er gewann erst im Oktober des Jahres seinen ersten Saisontitel und scheiterte bei den French Open bereits in der dritten Runde. Bei den US Open spielte sich Agassi dagegen erneut ins Halbfinale vor, wo er wiederum Ivan Lendl unterlag. In der Weltrangliste rutschte Agassi auf Platz 7 ab. Die Saison 1990 brachte ihn aber wieder nach vorne; so konnte er bei den French Open erstmals das Finale eines Grand-Slam-Turniers erreichen. Dort musste er sich allerdings Andrés Gómez geschlagen geben. Auch bei den US Open erreichte Agassi das Endspiel, dieses Mal unterlag er seinem jungen Landsmann Pete Sampras. Diese Niederlage bildete den Auftakt für eine jahrelange, medienwirksame Rivalität, die sich Agassi und Sampras auf und neben den Tennisplätzen bieten sollten. Zum Saisonende gelangen Agassi noch zwei große Erfolge mit dem Gewinn des Davis Cups und dem Sieg bei der ATP-Weltmeisterschaft im Finale gegen Stefan Edberg. Damit beendete Agassi die Saison 1990 mit insgesamt vier Titeln auf Platz 4 der Weltrangliste.
In der Saison 1991 musste er seine dritte Niederlage in einem Grand-Slam-Finale hinnehmen. In seinem zweiten French-Open-Finale musste er sich Jim Courier beugen. Daraufhin entschied sich Agassi, erstmals seit drei Jahren wieder beim Turnier in Wimbledon anzutreten. In traditioneller weißer Sportbekleidung spielte er sich dort bis ins Viertelfinale. Die zweite Saisonhälfte verlief weniger erfolgreich mit einer Niederlage im Davis-Cup-Finale und dem Scheitern im Halbfinale der Weltmeisterschaft. Zwei Saisonsiege reichten gerade noch für das Verbleiben in der Top Ten der Weltrangliste.

### Durchbruch und Etablierung in der Weltspitze (1992–1996)
| Rang                | Spieler       | Wochen |
| ------------------- | ------------- | ------ |
| 1.                  | Novak Đoković | 428    |
| 2.                  | Roger Federer | 310    |
| 3.                  | Pete Sampras  | 286    |
| 4.                  | Ivan Lendl    | 270    |
| 5.                  | Jimmy Connors | 268    |
| 6.                  | Rafael Nadal  | 209    |
| 7.                  | John McEnroe  | 170    |
| 8.                  | Björn Borg    | 109    |
| 9.                  | Andre Agassi  | 101    |
| Stand: 9. Juni 2024 |               |        |

Die Saison 1992 sollte den endgültigen Durchbruch für den mittlerweile 21-Jährigen bringen. Nach mäßigem ersten Saisondrittel scheiterte er zunächst bei den French Open im Halbfinale an Courier. In Wimbledon spielte sich Agassi dagegen mit Siegen gegen ehemalige Titelträger wie Boris Becker und John McEnroe ins Finale, in dem er Goran Ivanišević in fünf Sätzen bezwang, womit er den ersten Grand-Slam-Titel seiner Karriere gewann. Bei den US Open unterlag Agassi im Viertelfinale wieder einmal seinem Landsmann Courier. Im Dezember gelang ihm dann der zweite Davis-Cup-Sieg mit der amerikanischen Mannschaft. In der Weltrangliste konnte sich Agassi zum Saisonende durch seine drei Titel um einen Platz auf Position 9 verbessern.
Statt der erwarteten weiteren Steigerung brachte die Saison 1993 vor allem Verletzungssorgen und relativ frühe Niederlagen bei den wichtigen Turnieren. Agassi konnte in diesem Jahr nicht an den French Open teilnehmen und scheiterte in Wimbledon schon im Viertelfinale an Pete Sampras. Bei den US Open schied er bereits in der ersten Runde aus und im Winter musste er sich einer Handgelenksoperation unterziehen. Mit zwei Saisontiteln im Frühjahr beendete er die Saison auf Platz 24 der Weltrangliste.
Nachdem Agassi 1994, trotz eines guten Saisonstarts mit seinem ersten Turniersieg in Scottsdale, aus den Top 30 der Weltrangliste herausgefallen war, gab sein langjähriger Trainer Nick Bolletieri die Trennung bekannt. Agassi arbeitete nun mit Brad Gilbert zusammen, der ihn zu einem neuen, mehr fokussierten Spiel verhalf. In Miami erreichte Agassi das Finale, musste sich aber sowohl bei den French Open als auch in Wimbledon in der ersten Turnierwoche geschlagen geben. In der Hartplatzsaison gelang ihm allerdings ein Comeback mit dem zweiten Saisontitel in Toronto. Bei den US Open musste er dennoch als ungesetzter Spieler antreten und er konnte im Finale Michael Stich bezwingen. Bei seinem zweiten Grand-Slam-Titel war Agassi so der erste Spieler seit 1966, der die US Open als ungesetzter Teilnehmer gewinnen konnte. Seine Saisontitel vier und fünf brachten Agassi zum Saisonende auf Platz 2 der Weltrangliste, für ihn die bis dahin höchste Position.
Die Saison 1995 sollte Agassi noch weiter nach vorne bringen. Für Aufsehen sorgte erst einmal seine Entscheidung, sich die langen Haare, sein bisheriges Markenzeichen, abzurasieren. Im Jahr 2009 gab Agassi allerdings preis, dass es sich zu diesem Zeitpunkt längst nur mehr um ein Haarteil handelte, nachdem er immer mehr Haare verloren hatte. Zu Jahresbeginn nahm er erstmals in seiner Karriere an den Australian Open teil und konnte diese auf Anhieb (im Finale gegen Pete Sampras) gewinnen. Im Saisonverlauf erreichte die Rivalität zwischen Agassi und Sampras ihren Höhepunkt. Bei insgesamt fünf Endspielen trafen die beiden aufeinander und Agassi konnte drei Spiele für sich entscheiden. Im April 1995 stand er erstmals an der Spitze der Tennisweltrangliste. In Paris und in Wimbledon musste sich Agassi dann zweimal überraschend vorzeitig geschlagen geben. Rechtzeitig zur amerikanischen Hartplatzsaison nahm das Duell zwischen Agassi und Sampras noch einmal an Intensität zu. Agassi galt als Turnierfavorit beim letzten Grand-Slam-Turnier des Jahres, da er seine vier Vorbereitungsturniere auf die US-Meisterschaften allesamt gewonnen hatte und mit einer Siegesserie von 20 Spielen bei den US Open antrat. Sampras dagegen hatte nach seinem Turniersieg in Wimbledon nur ein weiteres Finale erreichen können und dieses gegen Agassi in Montreal verloren. Wie von der Öffentlichkeit erhofft, spielten sich Agassi und Sampras relativ problemlos ins Finale der US Open vor. Agassi musste nur in seinem Zweitrundenmatch gegen den Spanier Àlex Corretja über die volle Distanz von fünf Sätzen gehen. In einer engen Partie konnte Sampras schließlich mit 6:4, 6:3, 4:6 und 7:5 triumphieren. Erst im Oktober griff Agassi wieder ins Turniergeschehen ein und verlor im November die Führung in der Weltrangliste wieder an Sampras.
In der Saison 1996 konnte Agassi seinem Landsmann Sampras nicht die erhoffte Konkurrenz bieten. Agassi erreichte im Saisonverlauf zwar bei den Australian Open und US Open jeweils das Halbfinale, musste sich jedoch jeweils Michael Chang geschlagen geben. Mit insgesamt drei Saisontiteln beendete Agassi die Saison auf Platz 8 der Weltrangliste. Bei den Olympischen Spielen in Atlanta gelang ihm dann sein größter Saisonerfolg mit dem Gewinn der olympischen Goldmedaille gegen den Spanier Sergi Bruguera.

### Absturz und Comeback (1997–1999)
Die Saison 1997 bildete den Tiefpunkt in Agassis Karriere. Bei den Australian Open, den French Open und in Wimbledon konnte er nach einer erneuten Handgelenkverletzung nicht antreten. In San José hatte er noch das Halbfinale erreicht, danach dauerte es jedoch bis zu den US Open im August, bis er wieder drei Matches in Folge gewinnen konnte. Dazwischen lagen insgesamt sieben Erstrundenniederlagen. Mehr noch als sein Auftreten auf dem Tennisplatz sorgte aber die turbulente Ehe mit der Schauspielerin Brooke Shields für Aufsehen. Nach dem Aus bei den US Open im Achtelfinale fiel Agassi aus den Top 100 der Weltrangliste und musste im November an zwei Challenger-Turnieren teilnehmen, um sich mit einem Turniersieg und einer Finalteilnahme von Platz 141 wieder langsam nach vorne zu arbeiten. In seiner 2009 erschienenen Autobiografie gab Agassi zu, während seiner Leistungskrise 1997 die Droge Crystal Meth konsumiert zu haben.
Ab der Saison 1998 konzentrierte sich Agassi wieder ganz auf seine Tenniskarriere. Er begann mit konsequentem Fitnessprogramm, auch veränderte er nach und nach sein Verhalten auf dem Platz. Damit wurde Agassi in den folgenden Jahren sogar zu einem Vorbild für jüngere Spieler. Die Umstellungen zahlten sich relativ schnell auch sportlich aus. Bereits im Januar 1998 erreichte Agassi wieder ein Halbfinale auf der ATP Tour und das Achtelfinale bei den Australian Open, im Februar gelang ihm in San José wieder ein Turniersieg auf der ATP Tour. Bei den weiteren drei Grand-Slam-Turnieren blieb Agassi zwar der große Erfolg verwehrt, aber mit insgesamt fünf Saisontiteln spielte er sich zurück in die Top Ten der Weltrangliste. Er beendete die Saison auf Platz 6.
1999 war sein erfolgreichstes Jahr, mit dem er auch Tennisgeschichte schrieb. Im Juni gelang ihm bei seiner dritten Finalteilnahme der erste Sieg bei den French Open. Im Endspiel bezwang er den Ukrainer Andrij Medwedjew, nachdem er bereits mit zwei Sätzen zurückgelegen hatte. Damit war Agassi der insgesamt fünfte Tennisspieler der Geschichte (nach Fred Perry, Don Budge, Rod Laver und Roy Emerson), der alle Grand-Slam-Turniere in seiner Karriere mindestens einmal gewinnen konnte. Zuletzt war dies Rod Laver dreißig Jahre zuvor gelungen. Er war dabei allerdings der erste Spieler, der auf drei verschiedenen Belägen siegreich war. Auch in Wimbledon konnte Agassi das Finale erreichen, in dem er allerdings seinem Dauerrivalen Sampras klar unterlegen war. Dennoch eroberte Agassi mit dem Finaleinzug erneut die Spitzenposition der Weltrangliste, musste diese in der von Sampras dominierten Hartplatzsaison allerdings wieder abgeben. Kurz vor Beginn der US Open verletzte sich dann der klare Turnierfavorit Sampras, und Agassi konnte im Finale des Turniers seinen Landsmann Todd Martin bezwingen. Zum ersten Mal in seiner Karriere gelangen Agassi damit zwei Grand-Slam-Erfolge in einer Saison. Nach Sampras verletzungsbedingtem Ausfall wurde Agassi wieder die Nummer 1, die er dann auch bis zum Saisonende verteidigte. Bei der abschließenden Weltmeisterschaft unterlag er Sampras im Finale wieder deutlich. So beendete er das Jahr als bester Saisonspieler, obwohl er in fünf Duellen gegen Sampras vier Niederlagen hinnehmen musste. Im selben Jahr wurde Agassi von der französischen Sportzeitung L’Équipe zum Weltsportler des Jahres gewählt.

### Erfolge in Australien (2000–2003)
Agassi begann die Saison 2000 so, wie er die vorhergehende abgeschlossen hatte. Gleich bei den Australian Open im Januar konnte er im Finale gegen Jewgeni Kafelnikow triumphieren. Er hatte damit vier Endspiele bei Grand-Slam-Turnieren in Folge erreicht, was zuletzt 1969 Rod Laver gelungen war, allerdings nicht auf vier verschiedenen Belägen. In Wimbledon unterlag Agassi dagegen in einem dramatischen Halbfinale dem Australier Patrick Rafter. Zum Jahresende hatte Agassi sogar die Möglichkeit, die Saison wieder auf Platz 1 abzuschließen, doch der Finaleinzug beim Masters Cup reichte nicht aus. 2001 folgte gleich die Titelverteidigung bei den Australian Open gegen Arnaud Clément. In einer Neuauflage der Halbfinalpartie aus dem Vorjahr unterlag Agassi in Wimbledon in einem ebenso knappen Match Patrick Rafter. In einem dramatischen Viertelfinale bei den US Open unterlag er Pete Sampras (7:6, 6:7, 6:7, 6:7), ohne ein einziges Aufschlagspiel abzugeben. Auch 2002 spielte Agassi wieder eine starke Saison, indem er drei Turniere der Masters Series gewann und das Jahr auf dem zweiten Platz der Weltrangliste beendete. Bei den US Open kam es zum letzten Duell Agassi gegen Sampras, bei dem Sampras am Ende abermals die Oberhand behielt. Ein Jahr später sollte Sampras seine Karriere beenden, ohne ein weiteres Spiel absolviert zu haben. 2003 folgte für Agassi der dritte Sieg in vier Jahren bei den Australian Open, diesmal im Finale gegen den Deutschen Rainer Schüttler. Später im Jahr eroberte Agassi noch einmal Platz 1 der Weltrangliste und hielt diese Position für weitere 13 Wochen. Am Saisonende reichte es noch einmal für Platz 4 im Ranking.

### Die letzten Jahre (2004–2006)

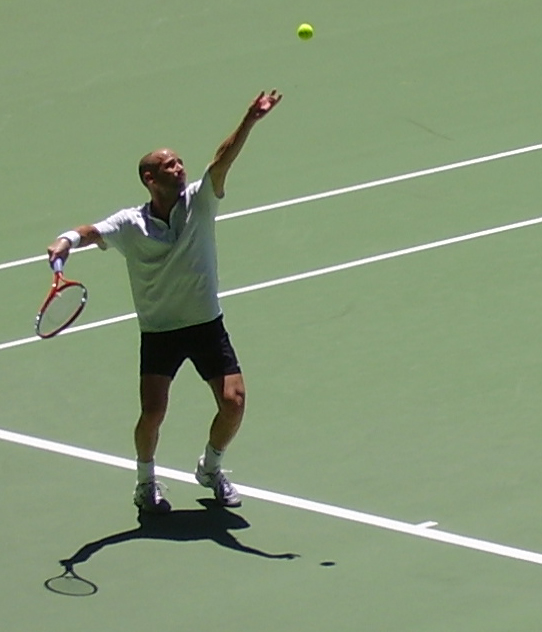
Andre Agassi 2005 bei den Australian Open

Gute Resultate sorgten in der Saison 2004 dafür, dass Agassi sich in den Top Ten der Weltrangliste halten konnte, auch wenn große Siege der Vergangenheit angehörten. Seinen einzigen Turniersieg in diesem Jahr errang er in Cincinnati, es war sein 17. Masters-Titel. In der Saison 2005 kamen immer wieder Gerüchte auf, Agassi werde seine lange und erfolgreiche Karriere nach den US Open oder zum Jahresende beenden. Nachdem er einen Großteil der Saison durch Verletzungen beeinträchtigt gewesen war, gelang ihm ein Comeback mit dem 60. Turniersieg seiner Karriere in Los Angeles und einem Finaleinzug in Montreal. Damit zählte Agassi 2005 für die US Open zum weiteren Favoritenkreis und er wurde den Erwartungen mit seiner Finalteilnahme auch gerecht. Im Endspiel brachte er Roger Federer zwar in Bedrängnis, musste sich aber schließlich mit 3:6, 6:2, 6:7 und 1:6 geschlagen geben. Agassi beendete die Saison auf Platz 7, nachdem er beim Tennis Masters Cup seine Teilnahme nach nur einem Match aufgrund einer Verletzung hatte zurückziehen müssen. Bei seiner letzten Wimbledon-Teilnahme 2006 erreichte Agassi mit Siegen über Boris Pašanski und Andreas Seppi die dritte Runde. Dort unterlag er dem Spanier Rafael Nadal in drei Sätzen und wurde anschließend dennoch vom Publikum gefeiert.
Am 24. Juni 2006 gab Agassi gegenüber der Presse bekannt, dass er seine Karriere nach den folgenden US Open beenden würde. Nach hart erkämpften Siegen über Andrei Pavel und Marcos Baghdatis verlor er dort am 3. September 2006 nach 3:03 Stunden in der dritten Runde in vier Sätzen (5:7, 7:6, 4:6, 5:7) gegen den deutschen Qualifikanten Benjamin Becker. Anschließend erklärte er unter stehenden Ovationen des Publikums und mit Tränen in den Augen seine mehr als zwei Jahrzehnte dauernde Karriere als Tennisprofi für beendet.
Anfang November 2009 geriet Agassi in die Schlagzeilen, als er in seiner Biografie zugab, in seiner Laufbahn zum Aufputschmittel Crystal Meth gegriffen zu haben und bei einer Dopingkontrolle 1997 positiv getestet worden zu sein. Der Drogenmissbrauch selbst war zu diesem Zeitpunkt zwar verjährt, doch hätte er wegen der seinerzeit getätigten Falschaussage vor Gericht noch belangt werden können. Er hatte ausgesagt, versehentlich von dem Getränk eines Kollegen getrunken zu haben, das mit der Dopingsubstanz verunreinigt gewesen sein soll.
Agassi und Novak Đoković sind die einzigen Spieler im Herreneinzel, die den Karriere-Super-Slam gewannen, d. h. sie siegten bei allen vier Grand-Slam-Turnieren, dem Jahresendturnier der ATP und den Olympischen Spielen im Einzel.
Am 20. Januar 2011 wurde Andre Agassi in die International Tennis Hall of Fame aufgenommen.

### Davis Cup
Zwischen 1988 und 2005 spielte er 36 Partien für das Davis-Cup-Team der USA; dabei gelangen ihm 30 Siege.
Im Kader der USA stand er auch bei den Davis-Cup-Triumphen 1990 und 1992. Das Team von 1992 mit den Spielern Pete Sampras, Jim Courier, Andre Agassi und John McEnroe kann als das beste aller Zeiten angesehen werden, da es aus vier Akteuren bestand, die allesamt an der Spitze der Weltrangliste gestanden hatten oder kurze Zeit später diese Position eingenommen haben.
2005 musste Agassi vor heimischem Publikum gegen Ivan Ljubičić eine bittere Niederlage hinnehmen; sie bedeutete das Erstrunden-Aus der USA gegen Kroatien.

## Privates
Agassis Vater Emmanuel „Mike“ Agassi, ein iranischer Boxer armenisch-assyrischer Herkunft, war zweifacher (1948 und 1952) Olympiateilnehmer im Boxen. Seine Mutter, die Amerikanerin Elizabeth „Betty“ Dudley, heiratete der Vater nach der Auswanderung in die USA 1958. Der Nachname der Familie war ursprünglich Aghasi, wurde aber von Mike Agassi bei der Immigration in die USA geändert. Agassis ältere Schwester Rita (* 1961) war die sechste Ehefrau von Pancho Gonzales.
Agassis Mittelname Kirk ist dem Multimilliardär Kirk Kerkorian gewidmet, da dieser der Familie Agassi in schwierigen Zeiten finanziell half und für deren Lebensunterhalt sorgte. Agassis Vater, der wie Kerkorian ebenfalls armenischer Herkunft ist, arbeitete im MGM Grand Hotel, das nach einem Brand im November 1980 geschlossen werden musste, was die Entlassung der Mitarbeiter zur Folge hatte. Kerkorian übernahm auch die Kosten einer Herzoperation bei Agassis Vater im Jahr 1995.
Von 1997 bis 1999 bestand eine Ehe mit der Schauspielerin Brooke Shields. Seit Oktober 2001 ist Agassi mit der ehemaligen Tennisspielerin Steffi Graf verheiratet. Sie leben in Las Vegas-Queensridge. Das Paar hat einen Sohn, Jaden Agassi  (* 26. Oktober 2001), der in der deutschen Baseballnationalmannschaft spielt, und eine Tochter (* 3. Oktober 2003).

## Wohltätigkeit und geschäftliche Aktivitäten
1994 gründete der Tennisprofi die Andre Agassi Foundation, um Risikokindern in Las Vegas zu helfen.
2001 wurde in Las Vegas die Andre Agassi College Preparatory Academy eröffnet, eine kostenlose Charter School für benachteiligte Kinder. Charter Schools sind Schulen in freier Trägerschaft, deren Bau und Betrieb zu 100 Prozent vom Staat finanziert wird.
2011 gründete Agassi zusammen mit Bobby Turner, dem Geschäftsführer des Investmentfonds Turner Impact Capital, einen Immobilienfonds, den „Turner-Agassi Charter School Facilities Fund“. Dieser Fonds erwirbt Immobilien, entwickelt sie und verkauft sie an die Träger von Charter Schools.
2013 investierte der Fonds 4,6 Millionen Dollar im New Yorker Stadtteil Bronx in eine Immobilie, die er ausbaute und 2018 für mehr als 24 Millionen Dollar an den Charter-School-Träger Lighthouse Academies verkaufte. Bislang errichtete der Turner-Agassi-Fund laut eigenen Angaben in den USA mehr als 88 Gebäude für Charter Schools.
Die Agassi-Stiftung erklärt auf ihrer Homepage, dass sie auch bildungspolitische Ziele verfolgt: „Wir verändern das öffentliche Bildungswesen in den USA durch unsere Charter School in Las Vegas und indem wir die Politik im Bundesstaat und national beeinflussen“ (im Original: „by influencing state and national policy“).

## Erfolge
| Legende (Anzahl der Siege)                   |
| Grand Slam (8)                               |
| Olympische Spiele (1)                        |
| ATP-Weltmeisterschaft Tennis Masters Cup (1) |
| ATP Masters Series (18)                      |
| ATP International Series Gold (6)            |
| ATP International Series (27)                |
| ATP Challenger Series (1)                    |

| Titel nach Belag |
| Hartplatz (47)   |
| Sand (7)         |
| Rasen (1)        |
| Teppich (6)      |

### Einzel

#### Turniersiege

##### World Tour
| Nr. | Datum             | Turnier              | Belag         | Finalgegner          | Ergebnis                  |
| --- | ----------------- | -------------------- | ------------- | -------------------- | ------------------------- |
| 1.  | 23. November 1987 | Itaparica            | Hartplatz     | Luiz Mattar          | 7:66, 6:2                 |
| 2.  | 15. Februar 1988  | Memphis              | Hartplatz (i) | Mikael Pernfors      | 6:4, 6:4, 7:5             |
| 3.  | 25. April 1988    | Charleston (1)       | Sand          | Jimmy Arias          | 6:2, 6:2                  |
| 4.  | 2. Mai 1988       | Forest Hills         | Sand          | Slobodan Živojinović | 7:5, 7:62, 7:5            |
| 5.  | 11. Juli 1988     | Stuttgart            | Sand          | Andrés Gómez         | 6:4, 6:2                  |
| 6.  | 25. Juli 1988     | Stratton Mountain    | Hartplatz     | Paul Annacone        | 6:2, 6:4                  |
| 7.  | 15. August 1988   | Livingston           | Hartplatz     | Jeff Tarango         | 6:2, 6:4                  |
| 8.  | 2. Oktober 1989   | Orlando (1)          | Hartplatz     | Brad Gilbert         | 6:2, 6:1                  |
| 9.  | 5. Februar 1990   | San Francisco (1)    | Teppich (i)   | Todd Witsken         | 6:1, 6:3                  |
| 10. | 25. März 1990     | Miami                | Hartplatz     | Stefan Edberg        | 6:1, 6:4, 0:6, 6:2        |
| 11. | 16. Juli 1990     | Washington, D.C. (1) | Hartplatz     | Jim Grabb            | 6:1, 6:4                  |
| 12. | 12. November 1990 | Frankfurt            | Teppich (i)   | Stefan Edberg        | 5:7, 7:65, 7:5, 6:2       |
| 13. | 1. April 1991     | Orlando (2)          | Hartplatz     | Derrick Rostagno     | 6:2, 1:6, 6:3             |
| 14. | 15. Juli 1991     | Washington, D.C. (2) | Hartplatz     | Petr Korda           | 6:3, 6:4                  |
| 15. | 27. April 1992    | Atlanta (2)          | Sand          | Pete Sampras         | 7:5, 6:4                  |
| 16. | 22. Juni 1992     | Wimbledon            | Rasen         | Goran Ivanišević     | 6:78, 6:4, 6:4, 1:6, 6:4  |
| 17. | 20. Juli 1992     | Toronto (1)          | Hartplatz     | Ivan Lendl           | 3:6, 6:2, 6:0             |
| 18. | 1. Februar 1993   | San Francisco (2)    | Hartplatz (i) | Brad Gilbert         | 6:2, 6:74, 6:2            |
| 19. | 22. Februar 1993  | Scottsdale (1)       | Hartplatz     | Marcos Ondruska      | 6:2, 3:6, 6:3             |
| 20. | 2. Februar 1994   | Scottsdale (2)       | Hartplatz     | Luiz Mattar          | 6:4, 6:3                  |
| 21. | 25. Juli 1994     | Toronto (2)          | Hartplatz     | Jason Stoltenberg    | 6:4, 6:4                  |
| 22. | 29. August 1994   | US Open (1)          | Hartplatz     | Michael Stich        | 6:1, 7:65, 7:5            |
| 23. | 17. Oktober 1994  | Wien                 | Teppich (i)   | Michael Stich        | 7:64, 4:6, 6:2, 6:3       |
| 24. | 31. Oktober 1994  | Paris (1)            | Teppich (i)   | Marc Rosset          | 6:3, 6:3, 4:6, 7:5        |
| 25. | 16. Januar 1995   | Australian Open (1)  | Hartplatz     | Pete Sampras         | 4:6, 6:1, 7:66, 6:4       |
| 26. | 6. Februar 1995   | San José (3)         | Hartplatz (i) | Michael Chang        | 6:2, 1:6, 6:3             |
| 27. | 19. März 1995     | Miami (2)            | Hartplatz     | Pete Sampras         | 3:6, 6:2, 7:64            |
| 28. | 17. Juli 1995     | Washington, D.C. (3) | Hartplatz     | Stefan Edberg        | 6:4, 2:6, 7:5             |
| 29. | 24. Juli 1995     | Montreal (3)         | Hartplatz     | Pete Sampras         | 3:6, 6:2, 6:3             |
| 30. | 7. August 1995    | Cincinnati (1)       | Hartplatz     | Michael Chang        | 7:5, 6:2                  |
| 31. | 14. August 1995   | New Haven            | Hartplatz     | Richard Krajicek     | 3:6, 7:62, 6:3            |
| 32. | 18. März 1996     | Miami (3)            | Hartplatz     | Goran Ivanišević     | 3:0 aufgg.                |
| 33. | 22. Juli 1996     | Atlanta              | Hartplatz     | Sergi Bruguera       | 6:2, 6:3, 6:1             |
| 34. | 5. August 1996    | Cincinnati (2)       | Hartplatz     | Michael Chang        | 7:64, 6:4                 |
| 35. | 9. Februar 1998   | San José (4)         | Hartplatz (i) | Pete Sampras         | 6:2, 6:4                  |
| 36. | 2. März 1998      | Scottsdale (3)       | Hartplatz     | Jason Stoltenberg    | 6:4, 7:63                 |
| 37. | 20. Juli 1998     | Washington, D.C. (4) | Hartplatz     | Scott Draper         | 6:2, 6:0                  |
| 38. | 27. Juli 1998     | Los Angeles (1)      | Hartplatz     | Tim Henman           | 6:4, 6:4                  |
| 39. | 19. Oktober 1998  | Ostrava              | Teppich (i)   | Ján Krošlák          | 6:2, 3:6, 6:3             |
| 40. | 5. April 1999     | Hongkong             | Hartplatz     | Boris Becker         | 6:74, 6:4, 6:4            |
| 41. | 24. Mai 1999      | French Open          | Sand          | Andrij Medwedjew     | 1:6, 2:6, 6:4, 6:3, 6:4   |
| 42. | 16. August 1999   | Washington, D.C. (5) | Hartplatz     | Jewgeni Kafelnikow   | 7:63, 6:1                 |
| 43. | 30. August 1999   | US Open (2)          | Hartplatz     | Todd Martin          | 6:4, 6:75, 6:72, 6:3, 6:2 |
| 44. | 1. November 1999  | Paris (2)            | Teppich (i)   | Marat Safin          | 7:61, 6:2, 4:6, 6:4       |
| 45. | 17. Januar 2000   | Australian Open (2)  | Hartplatz     | Jewgeni Kafelnikow   | 3:6, 6:3, 6:2, 6:4        |
| 46. | 15. Januar 2001   | Australian Open (3)  | Hartplatz     | Arnaud Clément       | 6:4, 6:2, 6:2             |
| 47. | 12. März 2001     | Indian Wells         | Hartplatz     | Pete Sampras         | 7:65, 7:5, 6:1            |
| 48. | 19. März 2001     | Miami (4)            | Hartplatz     | Jan-Michael Gambill  | 7:64, 6:1, 6:0            |
| 49. | 23. Juli 2001     | Los Angeles (2)      | Hartplatz     | Pete Sampras         | 6:4, 6:2                  |
| 50. | 10. März 2002     | Scottsdale (4)       | Hartplatz     | Juan Balcells        | 6:2, 7:62                 |
| 51. | 18. März 2002     | Miami (5)            | Hartplatz     | Roger Federer        | 6:3, 6:3, 3:6, 6:4        |
| 52. | 6. Mai 2002       | Rom                  | Sand          | Tommy Haas           | 6:3, 6:3, 6:0             |
| 53. | 22. Juli 2002     | Los Angeles (3)      | Hartplatz     | Jan-Michael Gambill  | 6:2, 6:4                  |
| 54. | 14. Oktober 2002  | Madrid               | Hartplatz (i) | Jiří Novák           | kampflos                  |
| 55. | 13. Januar 2003   | Australian Open (4)  | Hartplatz     | Rainer Schüttler     | 6:2, 6:2, 6:1             |
| 56. | 10. Februar 2003  | San José (5)         | Hartplatz (i) | Davide Sanguinetti   | 6:3, 6:1                  |
| 57. | 17. März 2003     | Miami (6)            | Hartplatz     | Carlos Moyá          | 6:3, 6:3                  |
| 58. | 21. April 2003    | Houston (2)          | Sand          | Andy Roddick         | 3:6, 6:3, 6:4             |
| 59. | 2. August 2004    | Cincinnati (3)       | Hartplatz     | Lleyton Hewitt       | 6:3, 3:6, 6:2             |
| 60. | 31. Juli 2005     | Los Angeles (4)      | Hartplatz     | Gilles Müller        | 6:4, 7:5                  |

##### Challenger Tour
| Nr. | Datum            | Turnier | Belag     | Finalgegner     | Ergebnis |
| --- | ---------------- | ------- | --------- | --------------- | -------- |
| 1.  | 1. Dezember 1997 | Burbank | Hartplatz | Sargis Sargsian | 6:2, 6:1 |

#### Finalteilnahmen
| Nr. | Datum              | Turnier          | Belag         | Finalgegner      | Ergebnis                 |
| --- | ------------------ | ---------------- | ------------- | ---------------- | ------------------------ |
| 1.  | 26. April 1987     | Seoul            | Hartplatz     | Jim Grabb        | 6:1, 4:6, 2:6            |
| 2.  | 25. September 1988 | Los Angeles (1)  | Hartplatz     | Mikael Pernfors  | 2:6, 5:7                 |
| 3.  | 21. Mai 1989       | Rom              | Sand          | Alberto Mancini  | 3:6, 6:4, 6:2, 6:7, 1:6  |
| 4.  | 11. Mai 1990       | Indian Wells (1) | Hartplatz     | Stefan Edberg    | 4:6, 7:5, 6:7, 6:7       |
| 5.  | 10. Juni 1990      | French Open (1)  | Sand          | Andrés Gómez     | 3:6, 6:2, 4:6, 4:6       |
| 6.  | 9. September 1990  | US Open (1)      | Hartplatz     | Pete Sampras     | 4:6, 3:6, 2:6            |
| 7.  | 10. Juni 1991      | French Open (2)  | Sand          | Jim Courier      | 6:3, 4:6, 6:2, 1:6, 4:6  |
| 8.  | 20. März 1994      | Miami (1)        | Hartplatz     | Pete Sampras     | 7:5, 3:6, 3:6            |
| 9.  | 13. März 1995      | Indian Wells (2) | Hartplatz     | Pete Sampras     | 5:7, 3:6, 3:6            |
| 10. | 16. April 1995     | Tokio            | Hartplatz     | Jim Courier      | 3:6, 4:6                 |
| 11. | 7. Mai 1995        | Atlanta          | Hartplatz     | Michael Chang    | 2:6, 7:6, 4:6            |
| 12. | 10. September 1995 | US Open (2)      | Hartplatz     | Pete Sampras     | 4:6, 3:6, 6:4, 5:7       |
| 13. | 18. Februar 1996   | San José (1)     | Hartplatz (i) | Pete Sampras     | 2:6, 3:6                 |
| 14. | 29. März 1998      | Miami (2)        | Hartplatz     | Marcelo Ríos     | 5:7, 3:6, 4:6            |
| 15. | 3. Mai 1998        | München          | Sand          | Thomas Enqvist   | 7:6, 6:7, 3:6            |
| 16. | 23. August 1998    | Indianapolis     | Hartplatz     | Àlex Corretja    | 6:2, 2:6, 3:6            |
| 17. | 4. Oktober 1998    | München          | Hartplatz     | Marcelo Ríos     | 4:6, 6:2, 6:71, 7:5, 3:6 |
| 18. | 11. Oktober 1998   | Basel            | Hartplatz     | Tim Henman       | 4:6, 3:6, 6:3, 4:6       |
| 19. | 4. Juli 1999       | Wimbledon        | Rasen         | Pete Sampras     | 3:6, 4:6, 5:7            |
| 20. | 1. August 1999     | Los Angeles (2)  | Hartplatz     | Pete Sampras     | 6:7, 6:7                 |
| 21. | 28. November 1999  | Hannover         | Hartplatz (i) | Pete Sampras     | 1:6, 5:7, 4:6            |
| 22. | 20. August 2000    | Washington       | Hartplatz     | Àlex Corretja    | 2:6, 3:6                 |
| 23. | 3. Dezember 2000   | Lissabon (1)     | Hartplatz (i) | Gustavo Kuerten  | 4:6, 4:6, 4:6            |
| 24. | 4. März 2001       | San José (2)     | Hartplatz (i) | Greg Rusedski    | 3:6, 4:6                 |
| 25. | 3. März 2002       | San José (3)     | Hartplatz (i) | Lleyton Hewitt   | 6:4, 6:76,6:74           |
| 26. | 8. September 2002  | US Open (3)      | Hartplatz     | Pete Sampras     | 3:6, 4:6, 7:5, 4:6       |
| 27. | 16. November 2003  | Houston (2)      | Hartplatz     | Roger Federer    | 3:6, 0:6, 4:6            |
| 28. | 31. Oktober 2004   | Stockholm        | Hartplatz (i) | Thomas Johansson | 6:3, 3:6, 6:74           |
| 29. | 15. August 2005    | Toronto          | Hartplatz     | Rafael Nadal     | 3:6, 6:4, 2:6            |
| 30. | 11. September 2005 | US Open (4)      | Hartplatz     | Roger Federer    | 3:6, 6:2, 6:71, 1:6      |

### Doppel

#### Turniersiege
| Nr. | Datum           | Turnier    | Belag     | Partner    | Finalgegner               | Endergebnis |
| --- | --------------- | ---------- | --------- | ---------- | ------------------------- | ----------- |
| 1.  | 16. August 1993 | Cincinnati | Hartplatz | Petr Korda | Stefan Edberg Henrik Holm | 6:4, 7:6    |

#### Finalteilnahmen
| Nr. | Datum           | Turnier    | Belag     | Partner         | Finalgegner                    | Ergebnis |
| --- | --------------- | ---------- | --------- | --------------- | ------------------------------ | -------- |
| 1.  | 25. Juli 1992   | Toronto    | Hartplatz | John McEnroe    | Patrick Galbraith Danie Visser | 4:6, 4:6 |
| 2.  | 12. April 1999  | Hongkong   | Hartplatz | David Wheaton   | James Greenhalgh Grant Silcock | kampflos |
| 3.  | 20. August 2000 | Washington | Hartplatz | Sargis Sargsian | Alex O’Brien Jared Palmer      | 5:7, 1:6 |

### Einzelbilanz
| Turnier1                   | 2006 | 2005  | 2004  | 2003  | 2002  | 2001  | 2000  | 1999  | 1998  | 1997  | 1996  | 1995 | 1994  | 1993  | 1992  | 1991  | 1990  | 1989  | 1988  | 1987  | 1986 | Gesamt  |
| -------------------------- | ---- | ----- | ----- | ----- | ----- | ----- | ----- | ----- | ----- | ----- | ----- | ---- | ----- | ----- | ----- | ----- | ----- | ----- | ----- | ----- | ---- | ------- |
| Australian Open            | –    | VF    | HF    | S     | –     | S     | S     | AF    | AF    | –     | HF    | S    | –     | –     | –     | –     | –     | –     | –     | –     |      | 4       |
| French Open                | –    | 1R    | 1R    | VF    | VF    | VF    | 2R    | S     | 1R    | –     | 2R    | VF   | 2R    | –     | HF    | F     | F     | 3R    | HF    | 2R    | –    | 1       |
| Wimbledon                  | 3R   | –     | –     | AF    | 2R    | HF    | HF    | F     | 2R    | –     | 1R    | HF   | AF    | VF    | S     | VF    | –     | –     | –     | 1R    | –    | 1       |
| US Open                    | 3R   | F     | VF    | HF    | F     | VF    | 2R    | S     | AF    | AF    | HF    | F    | S     | 1R    | VF    | 1R    | F     | HF    | HF    | 1R    | 1R   | 2       |
| Gewonnene Einzel-Titel     | 0    | 1     | 1     | 4     | 5     | 4     | 1     | 5     | 5     | 0     | 3     | 7    | 5     | 2     | 3     | 2     | 4     | 1     | 6     | 1     | 0    | 60      |
| Gesamt-Siege/-Niederlagen2 | 10:8 | 38:12 | 37:13 | 47:10 | 53:12 | 45:15 | 40:15 | 63:14 | 68:18 | 12:12 | 38:14 | 73:9 | 52:14 | 33:11 | 42:15 | 39:17 | 45:12 | 41:19 | 63:11 | 26:17 | 5:6  | 870:274 |
| Jahresendposition          | 150  | 7     | 8     | 4     | 2     | 3     | 6     | 1     | 6     | 122   | 8     | 2    | 2     | 24    | 9     | 10    | 4     | 7     | 3     | 25    | 91   | N/A     |

Zeichenerklärung: S = Turniersieg; F, HF, VF, AF = Einzug ins Finale / Halbfinale / Viertelfinale / Achtelfinale; 1R, 2R, 3R = Ausscheiden in der 1. / 2. / 3. Hauptrunde bzw. Q1, Q2, Q3 = Ausscheiden in der 1. / 2. / 3. Qualifikationsrunde
1 Turnierresultat in Klammern bedeutet, dass der Spieler das Turnier noch nicht beendet hat; es zeigt seinen aktuellen Turnierstatus an. Nachdem der Spieler das Turnier beendet hat, wird die Klammer entfernt.

2 Stand: Karriereende

## Hörbuch
- Andre Agassi: Open. Das Selbstporträt, gekürzt gelesen von Heikko Deutschmann, 6 CD, Der Hörverlag, München 2009

## Werke
- Andre Agassi: Open: Das Selbstporträt. Knaur Taschenbuch, München 2011, ISBN 978-3-426-78228-6.
- Brad Gilbert, Steve Jamison, Andre Agassi: Winning Ugly: Mentale Kriegsführung im Tennis. Klampen Verlag, Lüneburg 1997, ISBN 978-3-924245-59-7.